# Francisco Jiménez de Cisneros

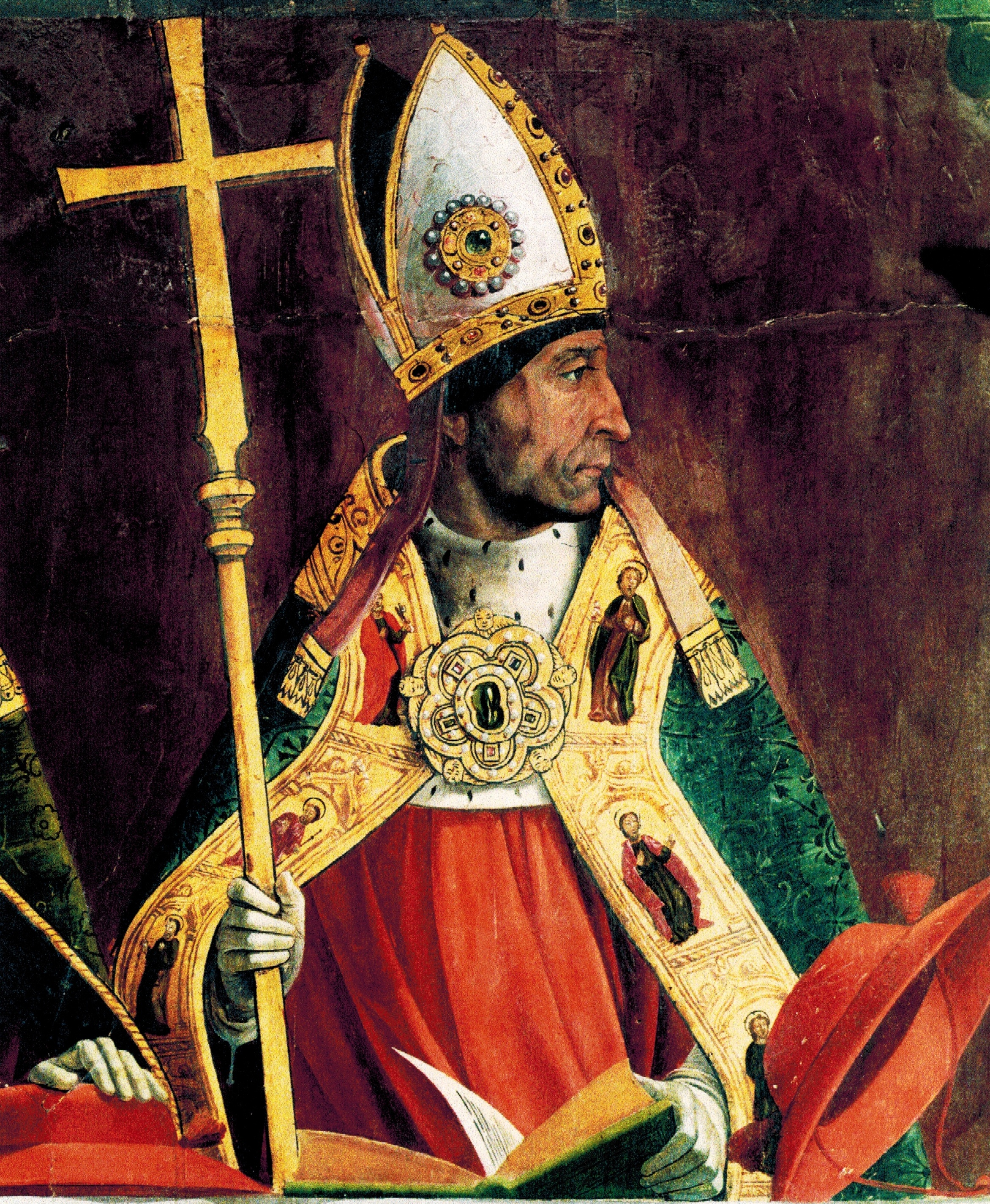
Kardinal Francisco Jiménez de Cisneros mit Legatenkreuz und Mitra.
Gemälde von Juan de Borgoña (1470–1534) im Kapitelsaal der Kathedrale von Toledo

Francisco Jiménez de Cisneros, OFM (* 1436 als Gonzalo Jiménez de Cisneros in Torrelaguna, heute in der Autonomen Gemeinschaft Madrid; † 8. November 1517 in Roa) war ein kastilischer Geistlicher und Politiker. Er war Beichtvater der Königin Isabella von  Kastilien, Erzbischof von Toledo, Generalinquisitor in Kastilien, Kardinal der römisch-katholischen Kirche, Regent des Königreiches Kastilien und Förderer von Wissenschaft und Kunst. Die römisch-katholische Kirche verehrt ihn als „Ehrwürdigen Diener Gottes.“

## Familie
Gonzalo Jiménez wurde im Jahr 1436 in Torrelaguna, einem Ort in der Nähe Madrids geboren. Seine Eltern Alfonso Jiménez und María de la Torre entstammten kleinadeligen Familien aus der Ortschaft Cisneros in der Gegend von Palencia. Er hatte zwei jüngere Brüder, Bernadino und Juan. Sein Vetter García Jiménez de Cisneros war ab 1493 Abt der Benediktinerabtei Santa Maria de Montserrat.

## Wirken als Geistlicher und in der Politik
Cisneros studierte zunächst in Roa bei einem Onkel, später in Alcalá de Henares, im Studienseminar der Franziskaner. An der Universität Salamanca erhielt er seinen Abschluss in Rechtslehre und ging daraufhin für sechs Jahre nach Rom.
Im Jahr 1471 wurde er von Papst Paul II. zum Erzpriester von Uceda ernannt, was dem Erzbischof von Toledo, Alfonso Carrillo de Acuña, missfiel. Er beschuldigte Jiménez de Cisneros einer Verfehlung, die dessen Vorgänger begangen hatte, und ließ ihn gefangen setzen. Cisneros erhielt jedoch die Unterstützung des Kardinals Pedro González de Mendoza und wurde im Jahr 1480 dessen Kaplan und Bischofsvikar in Sigüenza. Vier Jahre später trat Jiménez de Cisneros in den Orden der Franziskaner ein, wahrscheinlich in Toledo. Er erhielt den Ordensnamen Francisco und lebte acht Jahre lang in großer Zurückgezogenheit und Askese. Im Jahr 1494 wurde er Provinzvikar der Franziskanerprovinz von Kastilien. Nachdem Papst Alexander VI. durch die Bulle Quanta in Dei Ecclesia vom 27. Juli 1493 die Katholischen Könige ermächtigt hatte, die Bettelorden zu reformieren, wurden Jiménez de Cisneros und Diego de Deza damit betraut.
Am 20. Februar 1495 wurde Jiménez de Cisneros nach Mendozas Tod zum Erzbischof von Toledo und Großkanzler von Kastilien ernannt. Er begann ein Programm der Erneuerung seines Bistums und der Provinz Toledo. So sorgte er für Frieden in den Diözesansynoden von Alcalá und Talavera, stellte neue Konstitutionen für die Pastoral auf und förderte die Reform des franziskanischen Ordens in Spanien. Im selben Jahr war er Beichtvater von Königin Isabella I. von Kastilien.
Von 1499 an folgte er dem Auftrag der Königin und des Königs und leitete persönlich eine Missionskampagne unter den Mudéjares von Granada, deren Widerstand er brutal unterdrückte. Die Methoden dabei reichten von Geschenken bis zu Drohungen und Strafen. Auf einem Platz in Granada wurden auf sein Geheiß hin im Jahr 1499 Scheiterhaufen errichtet, um Bücher islamischer Theologie, Philosophie, Geschichtsschreibung und Naturwissenschaften zu verbrennen; einzig die Bücher über Medizin ließ er ausdrücklich verschonen und nach Alcalá de Henares bringen. Dies führte jedoch auch zu Aufständen der Mauren, die Cisneros beinahe das Leben kosteten. Cisneros schrieb in Briefen von einem großen Erfolg der Mission, und ihm wurde vom Papst persönlich gratuliert.
Nach dem Tod von Königin Isabella I. unterstützte er die Aussöhnung zwischen Ferdinand und Philipp I. Seine Vermittlung führte am 24. September 1505 zum Frieden von Salamanca. Als Philipp I. im Jahr 1506 starb, unterstützte er Ferdinand und nahm großen Einfluss auf die Politik.
Papst Julius II. erhob ihn im Jahr 1507 zum Kardinal und ernannte ihn zum Generalinquisitor in Kastilien. 1509 führte er eine Expedition nach Afrika an und zahlte selbst für eine Söldnertruppe, mit der er Oran eroberte. Cisneros organisierte die vorwiegend franziskanischen Missionen in Amerika und in der Karibik und sandte Ordensmänner in die Missionsgebiete.
Nach dem Tod Ferdinands im Jahr 1516 regierte Jiménez de Cisneros für den jungen König Karl I. (als Karl V. später auch Kaiser), der sich noch in den Niederlanden aufhielt. Jiménez ordnete die Verhältnisse im Reich und regierte umsichtig. Als Karl schließlich in Spanien eintraf, entließ er Jiménez de Cisneros aus dem Staatsdienst; dieser starb bald darauf im Jahr 1517 und wurde in Alcalá de Henares beigesetzt.

## Wirken in der Wissenschaft
Jiménez de Cisneros gründete (neben 18 weiteren Schulen in Spanien) im Jahr 1499 die Universität Alcalá, sie wurde nach langer Bauzeit im Jahr 1508 eröffnet. Er sorgte für die Herausgabe klassischer theologischer Texte und Polyglotte und förderte die humanistische Bildung. Die sechsbändige Complutensische Polyglotte war die erste gedruckte mehrsprachige Bibelausgabe. Im Satzspiegel verwendete man einen Spaltensatz, der den hebräischen, lateinischen und griechischen Text in Kolumnen nebeneinander stellte. Die ersten vier Bände umfassen das Alte Testament, der fünfte das Neue Testament und der sechste Band enthält eine Reihe von Wörterbüchern und anderen Hilfsmitteln. Sie wurde von einem Team von Gelehrten zusammengestellt. Diego López de Zúñiga oder Jacobus Stunica leitete die Edition und besaß noch Sprachkenntnisse des Aramäischen und des Arabischen, Hernán Núñez de Toledo y Guzmán war ein Latinist, Alfonso de Zamora  ein Hebraist. Die Polyglotte wurde zwar gedruckt in der Zeit von 1502 bis 1517, konnte aber mangels päpstlicher Zustimmung (päpstlicher Imprimatur) erst 1520 nach seinem Tode erscheinen, somit konnte Erasmus von Rotterdam seine lateinisch-griechische Ausgabe Novum Instrumentum omne des neuen Testaments vorher veröffentlichen.

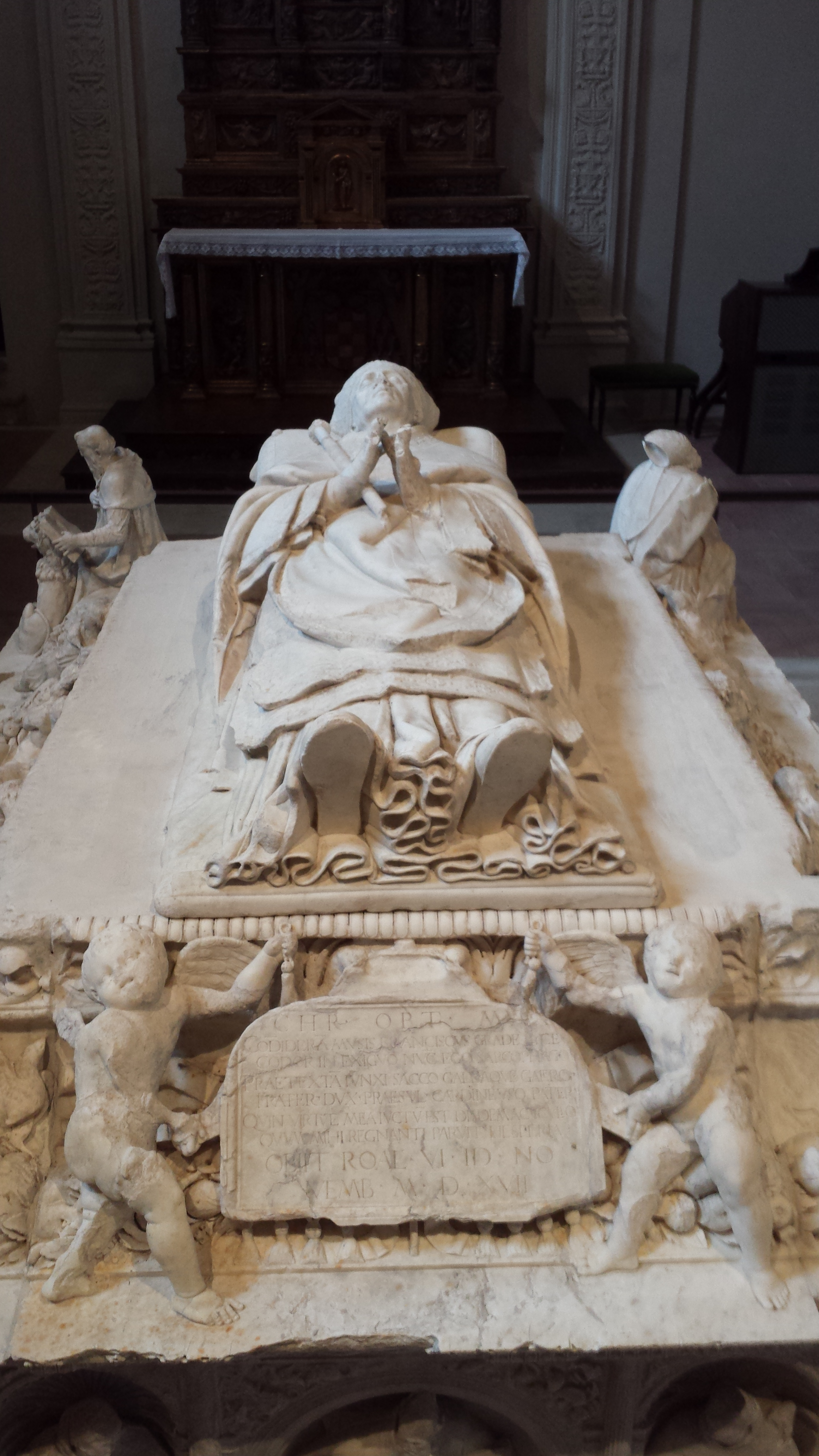
Grabmal des Kardinals Cisneros in Alcalá de Henares

Jiménez de Cisneros  förderte gezielt und forciert den Buchdruck (Ausbreitung des Buchdrucks in Spanien).

## Rezeption
Heinrich Heines 1821 erschienene Tragödie Almansor enthält eine Replik auf die von Jiménez de Cisneros angeordneten Bücherverbrennungen. Die Titelfigur Almansor, ein Maure, der sich nicht zum Christentum bekehrt hatte, erwähnt den Kardinal als „furchtbare[n] Ximenes“, sein Freund Hassan antwortet mit dem berühmt gewordenen Zitat „Dort wo man Bücher verbrennt, verbrennt man auch am Ende Menschen“.

## Literatur

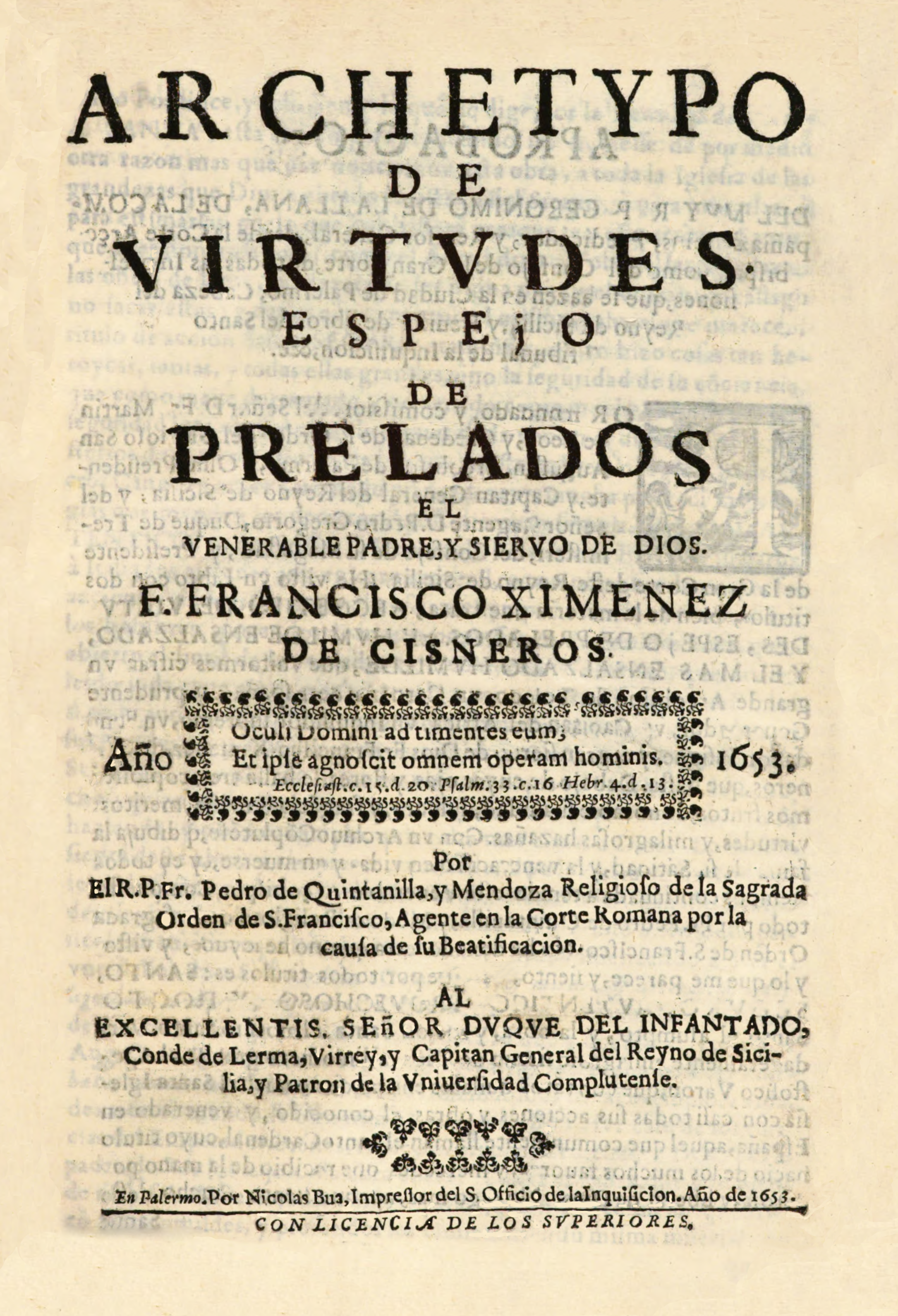
„Archetypo de virtudes“ (Pedro de Quintanilla y Mendoza, 1653).

## Werke
- Ximenez de Cisneros F. Vetus testamentū multiplici lingua nūc primo impressum, Et imprimis Pentateuchus Hebraico Greco atq(ue) Chaldaico idiomate: adiūcta vnicuiq(ue) sua latina interpretatione. Copluti vniuersitate: industria & solertia Arnaldi Guilielmi de Brocario; 1514 (Digitalisat).
- Ximénez de Cisneros F. Haec tibi pentadecas tetragonon respicit illud, Hospitium petri et pauli ter quinq(ue) dierum, Namq(ue) instrumentum vetus hebdoas innuit, octo, Lex noua signatur, ter quinq(ue) receptat vtrūq(ue): Intonarium toletanum. Uniuersitatis Co(m)plute(n)si: i(n)dustria atq(ue) solertia Arnaldi Guillelmi Brocarij; 1515 (Digitalisat).
- Ximénez de Cisneros F. Enmendar yerros de amor. En: Comedias nuevas escogidas. Parte treinta y ocho de comedias nuevas, escritas por los mejores ingenios de España. Madrid: Lucas Antonio de Bedmar; 1672 (Digitalisat).
- Ximenio F. Constitutiones Insignis Collegij Sancti Ildephonsi: ac perinde totius almae Complutensis Academiae. Compluti: ex Officina Iulaini Garcia Briones; 1716 (Digitalisat).